# Ježov (okres Hodonín)
Ježov je obec v okrese Hodonín v Jihomoravském kraji, sedm kilometrů severovýchodně od Kyjova. Žije zde 707 obyvatel. Od roku 2000 je členem Mikroregionu Podchřibí. Centrem obce protéká potok Hruškovice, který se vlévá do Kyjovky. Oba potoky se jižně od obce spojují. V západní části katastru Skalecký potok s nádrží Dolní Ježov. Území je minimálně zalesněné.

## Historie
První písemná zmínka o obci pochází z roku 1320, kdy se píše o faráři Gerhardovi z Ježova. V letech 1570–1618 patřila ves k panství Dolní Moštěnice (nyní součást Hýsel). V roce 1652 byla v obci zřízena škola, roku 1880 byla postavena nová škola a současná pochází z let 1957–1960. Roku 1928 byl založen sbor dobrovolných hasičů. Před druhou světovou válkou zde byl lignitový důl Prokop. Poslední štola Pokrok byla uzavřena v roce 1964.

## Obyvatelstvo
Dle sčítání lidu v roce 2011 žilo v obci 695 obyvatel, z nichž se 306 (44 %) přihlásilo k české národnosti, 199 (29,6 %) k moravské a 3 ke slovenské. 158 (22,7 %) obyvatel svou národnost neuvedlo.
V roce 2011 se 249 (35,8 %) obyvatel označilo za věřící, 168 (24,2 %) se jich přihlásilo k Římskokatolické církvi a 1 k Církvi československé husitské. 124 (17,8 %) obyvatel se označilo jako bez náboženské víry a 322 (46,3 %) na otázku víry neodpovědělo. Ježovská farnost s kostelem svatého Jakuba staršího je součástí kyjovského děkanátu.
| Rok  | Počet obyvatel | Počet domů |
| ---- | -------------- | ---------- |
| 1869 | 695            | 150        |
| 1880 | 781            | 162        |
| 1890 | 778            | 178        |
| 1900 | 842            | 190        |
| 1910 | 903            | 194        |
| 1921 | 861            | 187        |
| 1930 | 850            | 204        |
| 1950 | 781            | 218        |
| 1961 | 884            | 210        |
| 1970 | 835            | 203        |
| 1980 | 834            | 218        |
| 1991 | 731            | 238        |
| 2001 | 718            | 239        |
| 2011 | 695            | 245        |

## Samospráva
Zastupitelstvo obce má 7 členů. Voleb do zastupitelstva v říjnu 2010 se účastnilo 408 (tj. 69,27 %) voličů.. Starostou byl zvolen Mgr. Ladislav Pantlík (Sdružení nezávislých kandidátů), místostarostou Ing. Evžen Hajdaj (KSČM). Po komunálních volbách v roce 2014 byl do funkce starosty znovuzvolen Ladislav Pantlík. Toho v funkci vystřídal na podzim 2018 Roman Hanák.

## Doprava
S okolím má obec autobusové spojení linkou z Kyjova do Osvětiman. V Ježově jsou tři autobusové zastávky (zdravotní středisko, u Šupalového a škola). Prochází jím silnice II/422, do sousední Skalky III/4227 a Žeravic III/4225. Podle celostátního sčítání dopravy projelo v roce 2010 po silnici II/422 v průměru 1 134 vozidel denně (z toho 855 osobních, 270 těžkých nákladních a 9 jednostopých motorových vozidel).

## Pamětihodnosti
- Kostel svatého Jakuba Staršího z let 1677–1681
- Kaple svatého Marka z roku 1872
- Fara
- Pomník padlým v první světové válce z roku 1928 s bustou T. G. Masaryka
- Přírodní památka Losky
- Přírodní památka Ježovský lom

## Galerie

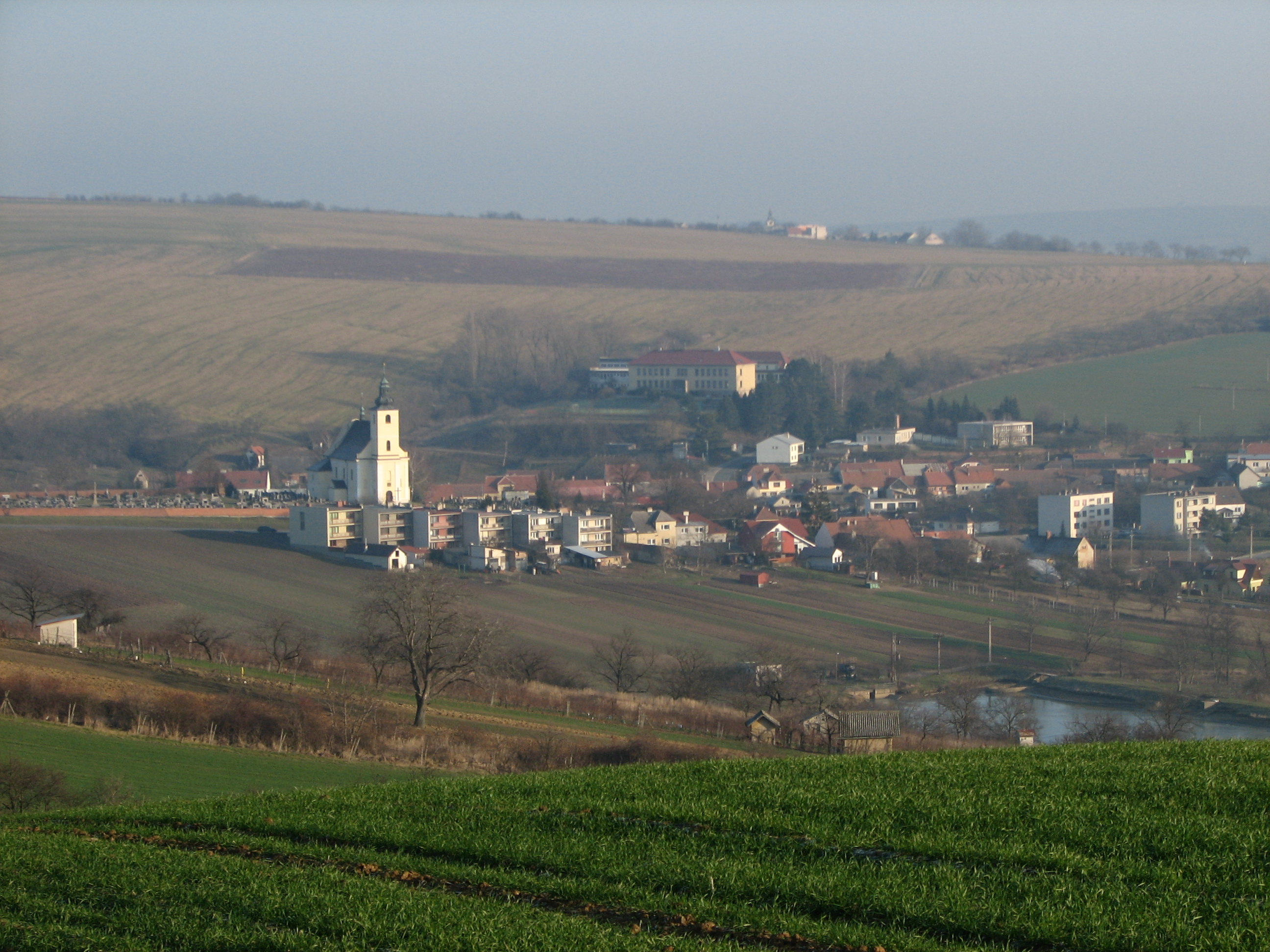
Pohled z kopce Kuče
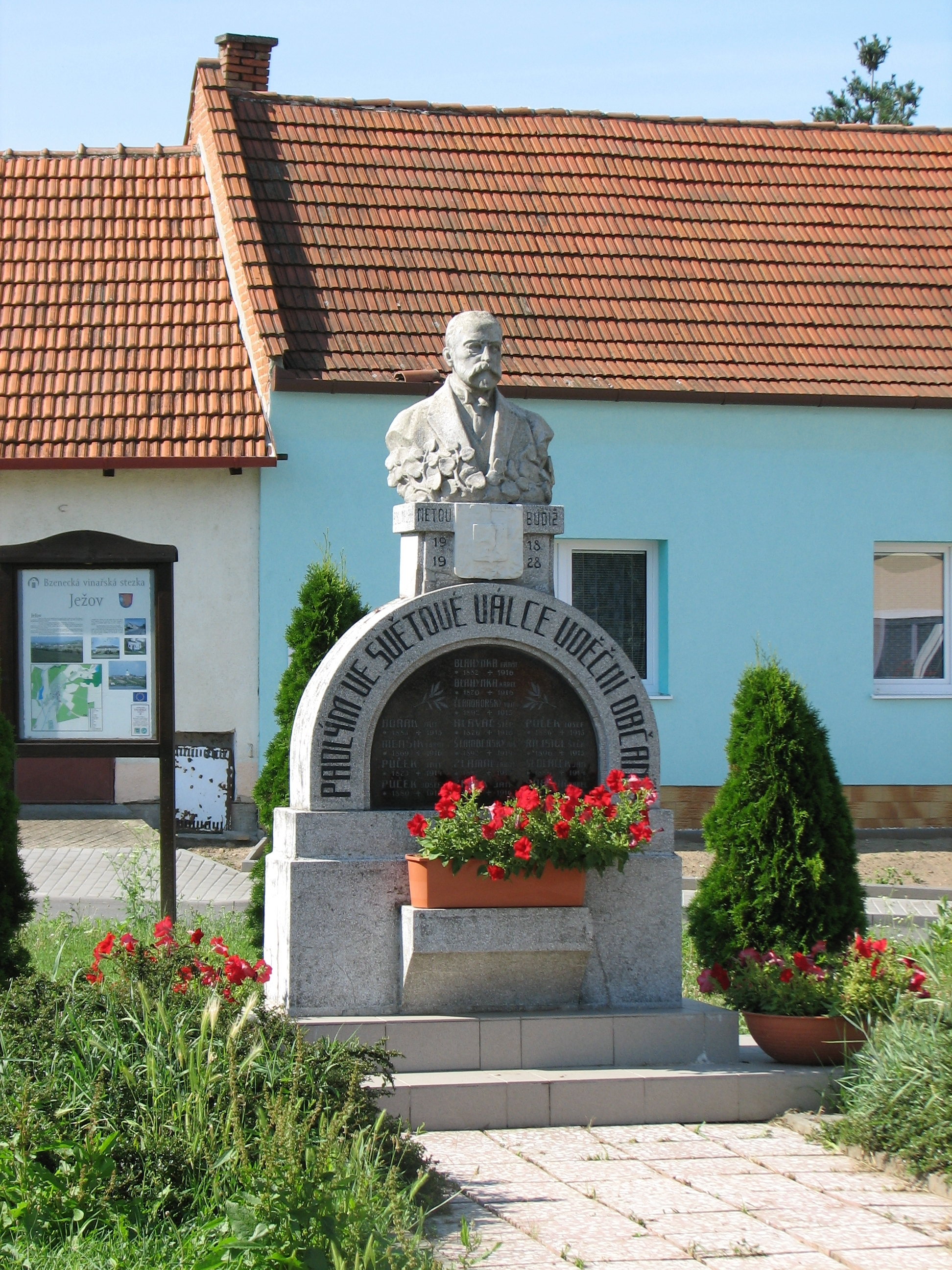
Pomník obětem I. sv. války
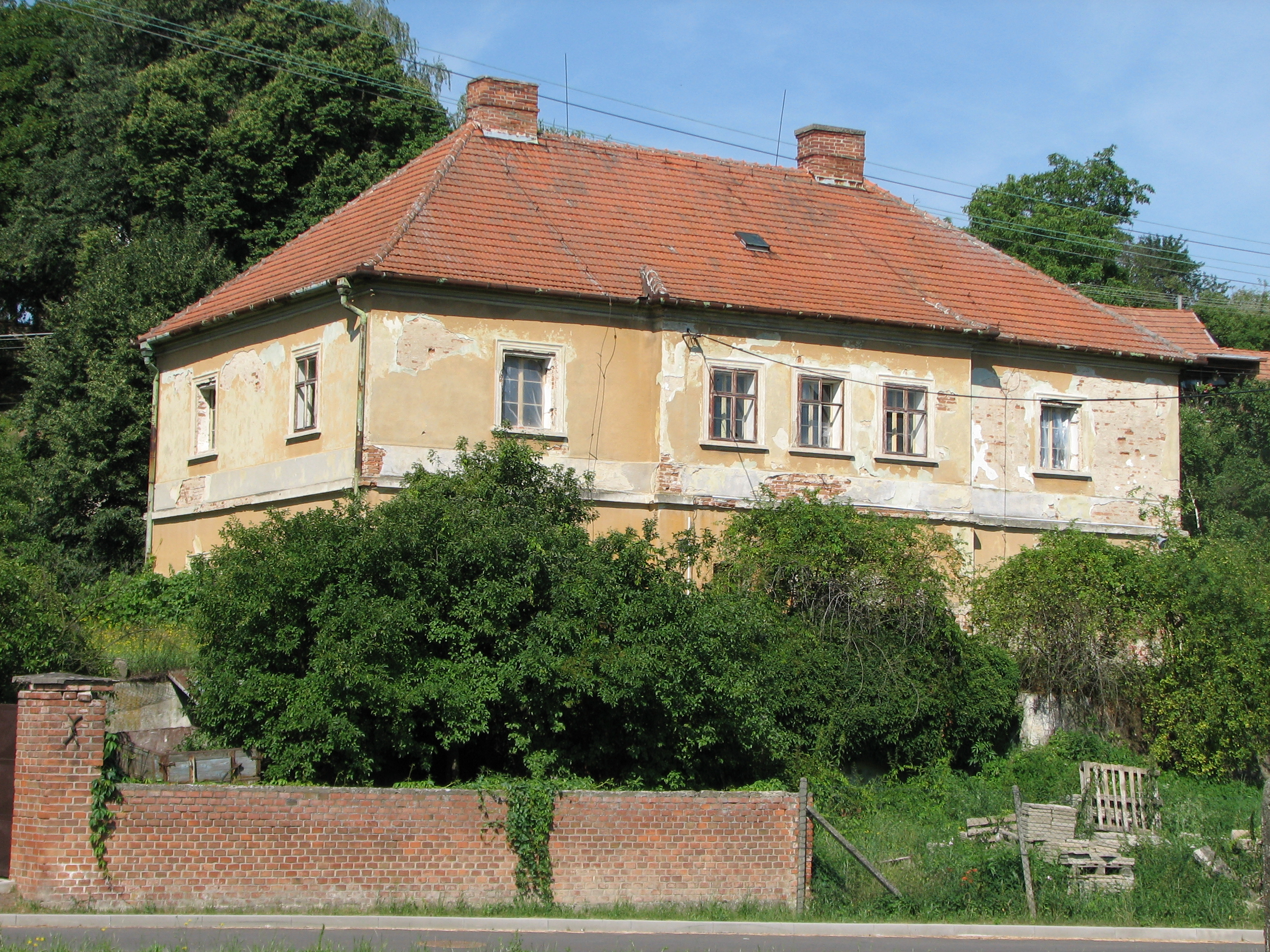
Fara
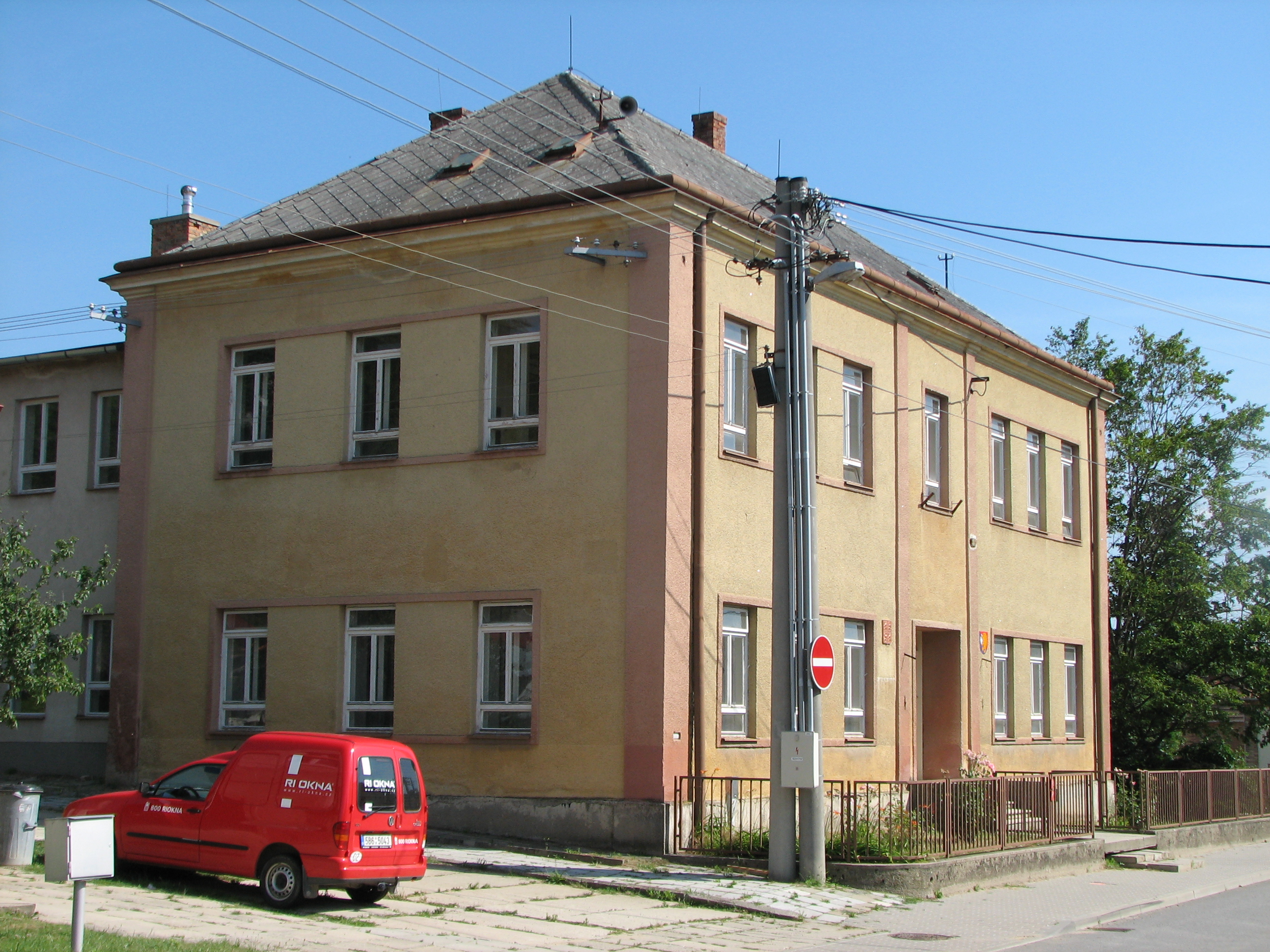
Obecní úřad